# Ar-Ruwajda (Hama)
Ar-Ruwajda (arab. الرويضة) – wieś w Syrii, w muhafazie Hama. W 2004 roku liczyła 266 mieszkańców.